# Чиста Грива (Єльцовський район)
Чи́ста Гри́ва (рос. Чистая Грива) — село у складі Єльцовського району Алтайського краю, Росія. Входить до складу Пуштулімської сільської ради.

## Населення
Населення — 50 осіб (2010; 59 у 2002).
Національний склад (станом на 2002 рік):
- росіяни — 98 %